# Zborowice (Wiązów)
Zborowice (deutsch Spurwitz) ist ein Dorf in Niederschlesien. Der Ort liegt in der Landgemeinde Wiązów im Powiat Strzeliński in der polnischen Woiwodschaft Niederschlesien.

## Geographie

### Geographische Lage
Das Angerdorf Zborowice liegt drei Kilometer südwestlich vom Gemeindesitz Wiązów (Wansen), ca. 13 Kilometer nordöstlich von der Kreisstadt Strzelin (Strehlen) und rund 45 Kilometer südöstlich der Woiwodschaftshauptstadt Breslau. Der Ort liegt in der Nizina Śląska (Schlesische Tiefebene) innerhalb der Równina Wrocławska (Breslauer Ebene). Der Ort liegt am rechten Ufer der Oława (Ohle), einem linken Zufluss der Oder.

### Nachbarorte
Nachbarort von Zborowice ist im Osten Stary Wiązów (Alt Wansen).

## Geschichte
Nach dem Ersten Schlesischen Krieg 1742 fiel Spurwitz zusammen mit dem größten Teil Schlesiens an Preußen.
Nach der Neugliederung Preußens gehörte die Landgemeinde Spurwitz ab 1815 zur Provinz Schlesien und war ab 1816 dem Landkreis Ohlau eingegliedert. 1874 wurde der Amtsbezirk Spurwitz gegründet, zu dem die Landgemeinden Alt Wansen, Halbendorf, Johnwitz und Spurwitz und der Gutsbezirk Spurwitz gehörten. Erster Amtsvorsteher war der Gerichtsscholz Hubrich in Spurwitz. 1885 zählte der Ort 247 Einwohner.
Zum 1. Oktober 1932 wurde der Kreis Ohlau vorübergehend aufgelöst. Die Stadt Wansen sowie die Landgemeinden Alt Wansen, Brosewitz, Hermsdorf, Johnwitz, Knischwitz, Köchendorf, Marienau und Spurwitz kamen zum Landkreis Strehlen.  1933 zählte Spurwitz 261, 1939 wiederum 230 Einwohner. Bis 1945 befand sich der Ort im Landkreis Strehlen.
Als Folge des Zweiten Weltkriegs fiel Spurwitz wie fast ganz Schlesien 1945 an Polen, wurde in Zborowice umbenannt und der Woiwodschaft Breslau angegliedert. Die deutsche Bevölkerung wurde, soweit sie nicht vorher geflohen war, weitgehend vertrieben. Die neu angesiedelten Bewohner waren zum Teil Heimatvertriebene aus Ostpolen. 1999 kam der Ort zum Powiat Strzeliński in der Woiwodschaft Niederschlesien.

## Sehenswürdigkeiten
- Maria-vom-Berg-Karmel-Kapelle

## Söhne und Töchter des Ortes
- Joseph Sauer (1803–1868), deutscher römisch-katholischer Geistlicher